# Diego Rivas
Diego Rivas Gutiérrez (né le 27 avril 1980 à Ciudad Real) est un footballeur espagnol qui jouait comme milieu défensif. Il a terminé sa carrière au CD Manchego Ciudad Real [en].

## Palmarès

### Clubs
- Real Sociedad
  - Vainqueur de la Liga Adelante : 2010